# Mother
A Mother (magyarul: Anya) egy dal, amely Belgiumot  képviselte a 2014-es Eurovíziós Dalfesztiválon, Koppenhágában Axel Hirsoux előadásában.
A dal a 2014. március 16-án rendezett hatfős belgiumi nemzeti döntőben, az Eurosong 2014 fináléján nyerte el az indulás jogát, ahol a zsűri és a nézői szavazatok együttese alakította ki a végeredményt.
A dalt a vallon Axel Hirsoux adta elő angol nyelven Koppenhágában a május 6-i első elődöntőben.

## Külső hivatkozások
- Dalszöveg Archiválva 2014. március 22-i dátummal a Wayback Machine-ben
- A dal első próbája a koppenhágai arénában
- A dal második próbája a koppenhágai arénában
- A dal előadása az Eurovíziós Dalfesztivál első elődöntőjében